# Ormalingen
Ormalingen es una comuna suiza del cantón de Basilea-Campiña, situada en el distrito de Sissach. Limita al norte con las comunas de Buus y Hemmiken, al este con Rothenfluh, al sures con Wenslingen y Tecknau, al suroeste con Gelterkinden, y al noroeste con Rickenbach.